# No Highs
No Highs es el undécimo álbum de estudio del músico ambient estadounidense Tim Hecker, lanzado el 7 de abril de 2023 a través de Kranky.

## Antecedentes

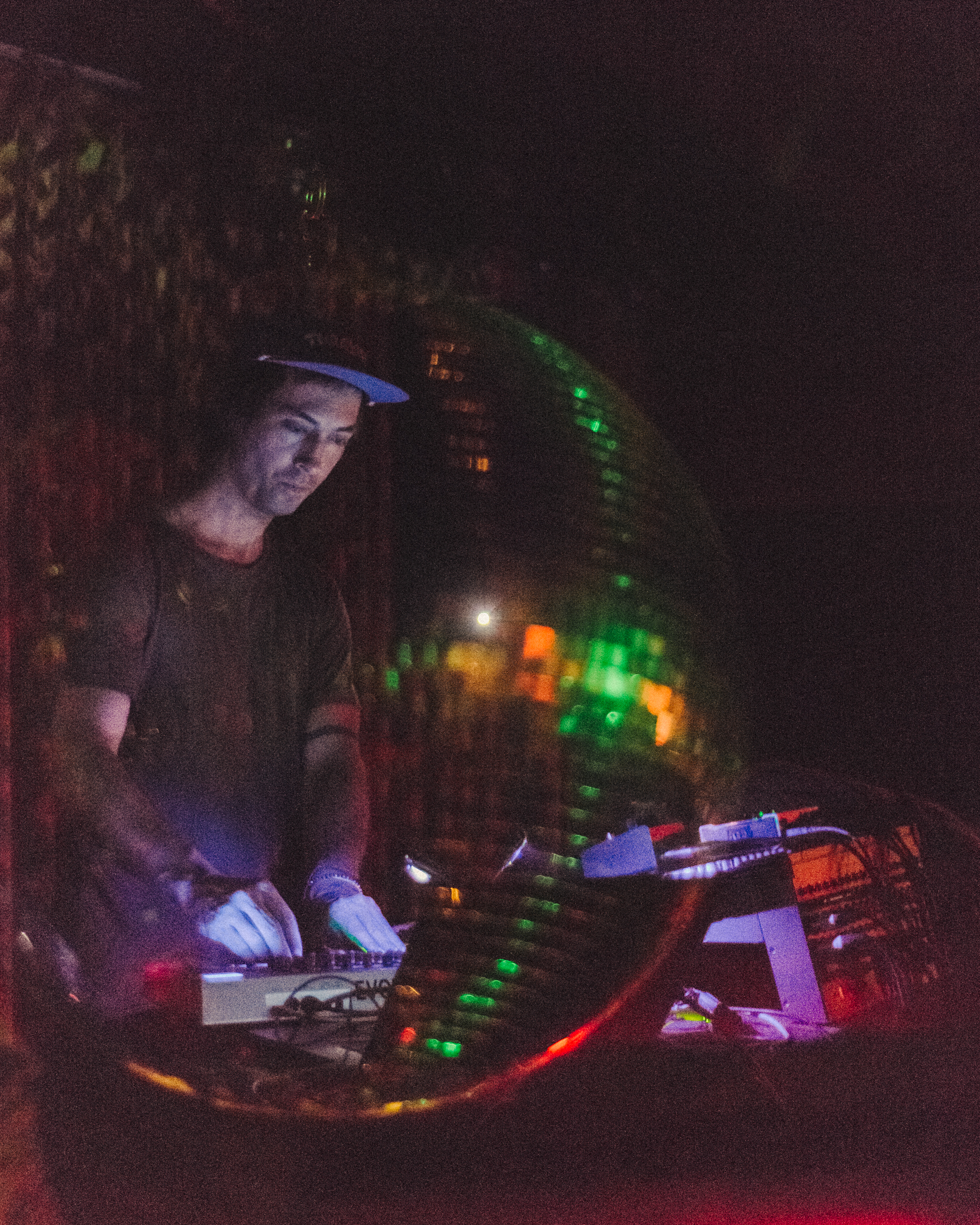
Hecker en 2018.

Las notas del álbum analizaban el lugar de música ambient en la era moderna. Las notas dicen «[el álbum] sirve como un faro de inquietud contra la avalancha de falsos positivos en el ambiente corporativo actualmente en boga». El álbum es la reacción de Hecker a este ambiente corporativo «relajante», como se muestra en el sonido ansioso e inquietante del álbum. El álbum también fue visto como una respuesta al auge de la música ambient en los servicios de streaming, que, según The Guardian, «[amenaza con] reducir la música ambient a un género de conveniencia». Pitchfork escribió que «la música ambient está en crisis» debido a la abundancia de canales en los servicios de transmisión que «garantizan horas de audio relajado y sin desafíos».

## Música
No Highs es un álbum ambient.  El álbum es una desviación del sonido de los dos últimos álbumes de Hecker, y Pitchfork lo describió como «menos conflictivo». Según AllMusic, No Highs trata de «lidiar con la depresión, la ansiedad y el aislamiento», lo que se refleja en el tono nervioso de la música. The Skinny escribió que el álbum intenta retratar la era contemporánea y sus sonidos evocan «horizontes muertos y paisajes urbanos descascarados». Según Sputnikmusic, el álbum transmite «un sentimiento de profunda soledad».
El tema de apertura del álbum de ocho minutos, «Monotony», comienza con un pulso posminimalista similar al código morse, antes de que se agreguen sintetizadores «barridos» y un órgano de iglesia. Según Pitchfork, este órgano es un sonido característico de Hecker. «Total Garbage» incluye la interpretación del saxofonista Colin Stetson. «Lotus Light» ayuda a retratar el estado de ánimo ansioso del álbum a través de «un pitido fuerte y agudo». «In Your Mind» utiliza un patrón de secuenciador que tiene un tempo fluctuante. Stetson también toca en «Monotony II». Pitchfork comparó las dos últimas pistas, «Sense Suppression» y «Living Spa Water», con la música ambient antigua. AllMusic describió el título satírico «Living Spa Water» como «en algún lugar entre un baño reparador y una experiencia extracorporal».

## Recepción de la crítica
No Highs recibió críticas positivas de los críticos. Según el agregador de reseñas Metacritic, No Highs recibió «críticas generalmente favorables» basadas en una puntuación promedio ponderada de 77 sobre 100 de 11 puntuaciones de críticos.
Paul Attard de Slant Magazine elogió la atmósfera y los sonidos dinámicos del álbum, pero encontró algunas pistas como «Winter Cop» y «Sense Suppression» decepcionantes en comparación con el resto del álbum. Kompys2000 de Sputnikmusic describió los sonidos del álbum como «con frecuencia hermosos y, a veces, incluso trascendentes», pero el álbum puede parecer distante en comparación con otros trabajos de Hecker.
Joe Creely de The Skinny criticó la falta de enfoque del álbum y dijo que no se destacaba en comparación con trabajos anteriores. Creely elogió algunos «momentos de tremenda belleza», incluidas partes de los temas «Monotony II» y «Total Garbage». Daniel Bromfield de Pitchfork encontró el álbum «silenciado» y poco dispuesto a correr riesgos en comparación con sus álbumes anteriores, como Harmony in Ultraviolet o Ravedeath, 1972.

## Listado de pistas
1. "Monotonía" - 8:22
2. "Glisalia" - 2:58
3. "Basura total" - 2:40
4. "Luz de loto" - 8:31
5. "Policía de invierno" - 2:35
6. "En tu mente" - 3:35
7. "Monotonía II" (con Colin Stetson) - 2:57
8. "Depresión del pulso" - 2:27
9. "Ansiedad" - 8:16
10. "Supresión de sentido" - 2:04
11. "Agua de spa viviente" - 6:46